# August Bebel
August Bebel (Deutz kraj Kölna, 22. veljače 1840. – Passugg (Švicarska), 13. kolovoza 1913.), njemački socijalist.
Jedan je od osnivača i vođa njemačke socijaldemokracije i Druge internacionale. Po zanimanju je tokar, a putujući i radeći u raznim mjestima u Njemačkoj i Austriji došao je 1860. godine u Leipzig, gdje je razvio veliku aktivnost u sklopu Radničkog prosvjetnog društva i 1867. godine postao predsjednik Saveza njemačkih radničkih društava. Za Francusko-pruskog rata odbio je glasovati za ratne kredite, a poslije pada Napoleona III. i proglašenja republike u Francuskoj ustao je protiv aneksističkog mira s Francuskom i podržavao Parišku komunu te je osuđen za veleizdaju na dvije godine zatvora. 
Sedamdesetih je radio na prevladavanju rascjepa u njemačkom radničkom pokretu. Potkraj života zauzimao je nepomirljiv stav prema militarizmu i ratu i suprotstavio im politiku uzajamnog razumijevanja i mira među narodima. Veliko značenje za njemački i međunarodni radnički pokret imala je Bebelova teoretska i praktična djelatnost na polju borbe za prava žena i njihovu svestranu emancipaciju.

## Djela
- "Iz mojeg života",
- "Žena i socijalizam",
- "Charles Fourier",
- "Ferdinand Lassalle",
- "Njemački seljački rat".